# Семёнов (Воронежская область)
Семёнов — опустевший хутор в Нижнедевицком районе Воронежской области.
Входил в состав Скупопотуданского сельского поселения.

## География

### Улицы
- ул. Семёновская